# Гурскас, Альбертас
Альбе́ртас Гу́рскас (пол. Albertas Gurskas; 20 января 1935, деревня Гинтарай Укмяргского уезда) — литовский график и каллиграф, профессор Вильнюсской художественной академии.

## Биография
В 1962—1968 годах учился в вильнюсском Художественном институте. C 1969 года работает в Художественном институте (в 1990 году преобразованном в Вильнюсскую художественную академию), профессор кафедры графики.
Специализируется в создании плакатов, логотипов, открыток, поздравительных адресов, также в оформлении книг.
Разработал эталон для гербов нескольких литовских городов и флагов. Например, герб и флаг города Ширвинтос, местечка Жяймялис, а также герб местечка Ужпаляй.
Был одним из разработчиков первого компьютерного литовского шрифта «Палемонас» (2004).
Автор юбилейных монет.
Автор книги «Основы каллиграфии и письма».